# Canalispira kerni
Canalispira kerni is een slakkensoort uit de familie van de Cystiscidae. De wetenschappelijke naam van de soort is voor het eerst geldig gepubliceerd in 2007 door Garcia.